# Tammsia anomala
Tammsia anomala là một loài thực vật có hoa trong họ Thiến thảo. Loài này được H.Karst. miêu tả khoa học đầu tiên năm 1861.